# 卡拉納區
17°56′20″S 70°11′10″W / 17.9389°S 70.1862°W
卡拉納區（西班牙語：Distrito de Calana），是秘魯的一個區，位於該國南部塔克納大區的塔克納省，始建於1872年8月20日，面積108.4平方公里，海拔高度875米，2005年人口2,394，人口密度每平方公里22人。